# Miguel de la Borda
Miguel de la Borda es un corregimiento y ciudad cabecera del distrito de Donoso en la provincia de Colón, República de Panamá. La ciudad tiene 2.326 habitantes (2010).